# George Grant Elmslie
George Grant Elmslie (Huntly, 22 febbraio 1869 – Chicago, 23 aprile 1952) è stato un architetto statunitense di origine scozzese, noto per il suo contributo all'architettura organica e al movimento Prairie School, in particolare attraverso la sua collaborazione con Louis Sullivan e Frank Lloyd Wright..

## Biografia

### Infanzia e formazione
George Grant Elmslie nacque in una fattoria chiamata Foot O' Hill vicino alla città di Huntly, nel nord-est della Scozia, in una famiglia di umili origini. Suo padre, John Elmslie, aveva abbandonato il mestiere di tessitore per lavorare la terra. La famiglia viveva su una collina infertile, ma possedeva circa cento acri di terreno, che erano coltivati insieme ai dieci figli. La sua infanzia tra le colline dell'Aberdeenshire e la cultura tradizionale della comunità circostante influenzarono profondamente la sua sensibilità per la natura e il legame tra l'uomo e l'ambiente.
La sua educazione formale iniziò alla Riggins School di Gartly e proseguì alla Duke of Gordon School di Huntly, dove si distinse come uno degli studenti più brillanti. Mostrò fin da giovane un talento particolare per il disegno, che lo portò ad approfondire le sue inclinazioni artistiche.
Nel 1884, all'età di 15 anni, la sua famiglia emigrò negli Stati Uniti, stabilendosi a Chicago, dove il padre aveva trovato lavoro in una pianta di imballaggio di carne. Elmslie iniziò a frequentare una scuola di commercio, ma ben presto si orientò verso l'architettura, spinto dal desiderio di studiare questa disciplina.

### Carriera professionale
Nel 1887, Elmslie iniziò a lavorare nello studio dell'architetto Joseph Silsbee, dove si specializzò nella progettazione di grandi residenze in stile Queen Anne e di edifici commerciali e istituzionali. Fu in questo periodo che conobbe Frank Lloyd Wright, che all'epoca lavorava nello stesso studio, prima di trasferirsi nell'ufficio di Adler & Sullivan. Nel 1889, Wright invitò Elmslie a seguirlo, e Elmslie divenne membro del team di Louis Sullivan, il quale avrebbe avuto un'influenza determinante sulla sua carriera.

### Collaborazione con Louis Sullivan
L'incontro con Louis Sullivan segnò una tappa cruciale nella formazione professionale di Elmslie. Sotto la guida di Sullivan, Elmslie sviluppò un profondo interesse per l'architettura organica, un approccio che mirava a creare forme che rispecchiassero le leggi naturali e il contesto circostante. Elmslie divenne uno dei principali collaboratori di Sullivan, ricoprendo il ruolo di capo disegnatore e lavorando su progetti iconici come il Wainwright Building di St. Louis e l'ingresso in ferro del Schlesinger & Mayer (oggi Carson, Pirie, Scott) di Chicago.

### La fondazione dello studio Purcell & Elmslie
Nel 1909, dopo aver lasciato l'ufficio di Sullivan a causa delle difficoltà finanziarie di quest'ultimo, Elmslie si trasferì a Minneapolis, dove fondò uno studio insieme a William Gray Purcell. La loro collaborazione, che prese il nome di Purcell & Elmslie, si distinse per l'approccio innovativo e sensibile all'architettura organica, in particolare nella progettazione di case in stile Prairie e altre opere pubbliche. Il loro lavoro si concentrò principalmente su edifici residenziali e istituzionali, ma fu caratterizzato da un forte impegno nell'integrazione della progettazione con il paesaggio circostante.

### Declino e ultimi anni
Nel 1921, a causa di divergenze professionali e personali, Elmslie e Purcell si separarono, con Elmslie che continuò a lavorare in modo autonomo. La sua produzione diminuì progressivamente durante gli anni successivi, in parte a causa di un cambiamento nelle preferenze architettoniche americane e della crescente difficoltà a ricevere nuovi incarichi.
Negli anni '30, Elmslie continuò a lavorare su alcuni progetti, ma la sua salute mentale e fisica iniziò a deteriorarsi, probabilmente aggravata dal dolore per la morte della moglie nel 1912. Il suo ultimo studio, George Grant Elmslie & Associates, non riuscì a mantenere lo slancio iniziale, e il suo lavoro fu progressivamente dimenticato dal grande pubblico.

### Eredità e morte
Nonostante il relativo oblio che avvolse Elmslie negli ultimi anni della sua vita, il suo contributo all'architettura organica e alla Prairie School rimase significativo. Fu eletto nel College of Fellows dell'American Institute of Architects nel 1947, e nel 1946 ricevette postumo la Medaglia d'Oro assegnata a Louis Sullivan. Morì nel 1952, all'età di 83 anni, in una condizione di crescente solitudine e isolamento.
Oggi Elmslie è ricordato come uno dei principali esponenti del movimento dell'architettura organica, anche se la sua eredità è stata a lungo oscurata dal predominio di altre figure, come Frank Lloyd Wright e Louis Sullivan, nel panorama architettonico americano del suo tempo.